# 国別のノーベル賞受賞者
国別のノーベル賞受賞者（くにべつののーべるしょうじゅしょうしゃ）では、国別のノーベル賞受賞者をリストアップする。便宜上、経済学賞（アルフレッド・ノーベル記念経済学スウェーデン銀行賞）を含めてある。2015年度までに、87個人と26の組織がノーベル賞を受賞 している。
この一覧はノーベル財団公式サイト発表の受賞者を国別に示す。出生国が受賞時の国籍と異なる場合は出生当時の国名も示す。多重国籍者は複数の国に示す。
消滅した国の受賞者は、継承国に受賞者がいる場合は、継承国に加算した。つまり、ソ連はロシアに、イギリス領インド帝国はインドに加算した。ただし、継承国に受賞者がいないチェコスロバキアとユーゴスラビア（継承国はそれぞれチェコとセルビア）の受賞者は、加算せずそのままとした。また、継承国がない国では、東ドイツの受賞者はドイツに加算した。なお、チベット国籍、パレスチナ国籍となっている受賞者は、消滅した国の受賞者というわけではなく、亡命政権等が認めた国籍を持っているということである。
ノーベルの遺言には「私の特に明示する希望は賞を授与するにあたって候補者の国籍は考慮せず、スカンジナビア人であろうとなかろうと最もふさわしい人物が賞を受け取るものとすることである。」という一文がある。公式サイトには部門別、女性の受賞者、受賞時の年齢順などのリストが掲載されているが、国籍別のリストはない。

## 国別一覧
| 目次 | 目次 | 目次 | 目次 | 目次 | 目次 | 目次 | 目次 | 目次 | 目次 | 目次 |
| ---- | ---- | ---- | ---- | ---- | ---- | ---- | ---- | ---- | ---- | ---- |
| あ   | か   | さ   | た   | な   |      | は   | ま   | や   | ら   | わ   |

### あ行

#### アイスランド
1. ハルドル・ラクスネス、文学賞、1955年

#### アイルランド
1. ウィリアム・バトラー・イェイツ、文学賞、1923年
2. アーネスト・ウォルトン、物理学賞、1951年
3. サミュエル・ベケット、文学賞、1969年
4. ショーン・マクブライド、フランス、平和賞、1974年
5. シェイマス・ヒーニー、イギリス、文学賞、1995年
6. ウィリアム・セシル・キャンベル、生理学・医学賞、2015年

#### アメリカ合衆国
1. セオドア・ルーズベルト、平和賞、1906年
2. アルバート・マイケルソン、（当時プロイセン王国、現ポーランド）、物理学賞、1907年
3. エリフ・ルート、平和賞、1912年
4. セオドア・リチャーズ、化学賞、1914年
5. ウッドロウ・ウィルソン、平和賞、1919年
6. ロバート・ミリカン、物理学賞、1923年
7. チャールズ・G・ドーズ、平和賞、1925年
8. アーサー・コンプトン、物理学賞、1927年
9. フランク・ケロッグ、平和賞、1929年
10. シンクレア・ルイス、文学賞、1930年
11. ジェーン・アダムズ、平和賞、1931年
12. ニコラス・バトラー、平和賞、1931年
13. アーヴィング・ラングミュア、化学賞、1932年
14. トーマス・ハント・モーガン、生理学・医学賞、1933年
15. ハロルド・ユーリー、化学賞、1934年
16. ジョージ・H・ウィップル、生理学・医学賞、1934年
17. ジョージ・リチャーズ・マイノット、生理学・医学賞、1934年
18. ウィリアム・P・マーフィ、生理学・医学賞、1934年
19. カール・デイヴィッド・アンダーソン、物理学賞、1936年
20. ユージン・オニール、文学賞、1936年
21. クリントン・デイヴィソン、物理学賞、1937年
22. パール・S・バック、文学賞、1938年
23. アーネスト・ローレンス、物理学賞、1939年
24. オットー・シュテルン、ドイツ、化学賞、1943年
25. エドワード・アダルバート・ドイジー、生理学・医学賞、1943年
26. イジドール・イザーク・ラービ、（当時オーストリア・ハンガリー帝国、現ポーランド）、物理学賞、1944年
27. ジョセフ・アーランガー、生理学・医学賞、1944年
28. ハーバート・ガッサー、生理学・医学賞、1944年
29. コーデル・ハル、平和賞、1945年
30. パーシー・ブリッジマン、物理学賞、1946年
31. ジェームズ・サムナー、化学賞、1946年
32. ジョン・ノースロップ、化学賞、1946年
33. ウェンデル・スタンリー、化学賞、1946年
34. ハーマン・J・マラー、生理学・医学賞、1946年
35. エミリー・グリーン・ボルチ、平和賞、1946年
36. ジョン・モット、平和賞、1946年
37. カール・コリ、（当時オーストリア・ハンガリー帝国、現チェコ）、生理学・医学賞、1947年
38. ゲルティー・コリ、（当時オーストリア・ハンガリー帝国、現チェコ）、生理学・医学賞、1947年
39. ウイリアム・ジオーク、カナダ、化学賞、1949年
40. ウィリアム・フォークナー、文学賞、1949年
41. エドワード・カルビン・ケンダル、生理学・医学賞、1950年
42. フィリップ・ショウォルター・ヘンチ、生理学・医学賞、1950年
43. ラルフ・バンチ、平和賞、1950年（アフリカ系アメリカ人初の受賞者）
44. エドウィン・マクミラン、化学賞、1951年
45. グレン・シーボーグ、化学賞、1951年
46. フェリクス・ブロッホ、スイス、物理学賞、1952年
47. エドワード・ミルズ・パーセル、スイス、物理学賞、1952年
48. セルマン・ワクスマン、ウクライナ、生理学・医学賞、1952年
49. フリッツ・アルベルト・リップマン、（当時ドイツ帝国、現ロシア）、生理学・医学賞、1953年
50. ジョージ・C・マーシャル、平和賞、1953年
51. ライナス・ポーリング、化学賞、1954年、平和賞、1962年
52. ジョン・フランクリン・エンダース、生理学・医学賞、1954年
53. トーマス・ハックル・ウェーラー、生理学・医学賞、1954年
54. フレデリック・チャップマン・ロビンス、生理学・医学賞、1954年
55. アーネスト・ヘミングウェイ、文学賞、1954年
56. ウィリス・ラム、物理学賞、1955年
57. ポリカプ・クッシュ、ドイツ、物理学賞、1955年
58. ヴィンセント・デュ・ヴィニョー、化学賞、1955年
59. ウィリアム・ショックレー、物理学賞、1956年
60. ジョン・バーディーン、物理学賞、1956年、1972年
61. ウォルター・ブラッテン、物理学賞、1956年
62. アンドレ・フレデリック・クルナン、フランス、生理学・医学賞、1956年
63. ディキソン・W・リチャーズ、生理学・医学賞、1956年
64. 李政道、当時中華民国、物理学賞、1957年
65. 楊振寧、当時中華民国、物理学賞、1957年
66. ジョージ・ウェルズ・ビードル、生理学・医学賞、1958年
67. エドワード・ローリー・タータム、生理学・医学賞、1958年
68. ジョシュア・レダーバーグ、生理学・医学賞、1958年
69. エミリオ・セグレ、イタリア、物理学賞、1959年
70. オーウェン・チェンバレン、物理学賞、1959年
71. セベロ・オチョア、スペイン、生理学・医学賞、1959年
72. アーサー・コーンバーグ、生理学・医学賞、1959年
73. ドナルド・グレーザー、物理学賞、1960年
74. ウィラード・リビー、化学賞、1960年
75. ロバート・ホフスタッター、物理学賞、1961年
76. メルヴィン・カルヴィン、化学賞、1961年
77. ゲオルク・フォン・ベーケーシ、ハンガリー、生理学・医学賞、1961年
78. ジェームズ・ワトソン、生理学・医学賞、1962年
79. ジョン・スタインベック、文学賞、1962年
80. ユージン・ウィグナー、ハンガリー、物理学賞、1963年
81. マリア・ゲッパート＝メイヤー、当時ドイツ帝国、現ポーランド、物理学賞、1963年
82. チャールズ・タウンズ、物理学賞、1964年
83. コンラート・ブロッホ、ドイツ、生理学・医学賞、1964年
84. マーティン・ルーサー・キング、平和賞、1964年
85. ジュリアン・シュウィンガー、物理学賞、1965年
86. リチャード・P・ファインマン、物理学賞、1965年
87. ロバート・バーンズ・ウッドワード、化学賞、1965年
88. ロバート・マリケン、化学賞、1966年
89. ペイトン・ラウス、生理学・医学賞、1966年
90. チャールズ・ブレントン・ハギンズ、カナダ、生理学・医学賞、1966年
91. ハンス・ベーテ、（当時ドイツ帝国、現フランス）、物理学賞、1967年
92. ハルダン・ケファー・ハートライン、生理学・医学賞、1967年
93. ジョージ・ワルド、生理学・医学賞、1967年
94. ルイ・アルヴァレ、物理学賞、1968年
95. ラルス・オンサーガー、ノルウェー、化学賞、1968年
96. ロバート・W・ホリー、生理学・医学賞、1968年
97. ハー・ゴビンド・コラナ、インド、生理学・医学賞、1968年
98. マーシャル・ニーレンバーグ、生理学・医学賞、1968年
99. マレー・ゲルマン、物理学賞、1969年
100. マックス・デルブリュック、ドイツ、生理学・医学賞、1969年
101. アルフレッド・ハーシー、生理学・医学賞、1969年
102. サルバドール・エドワード・ルリア、イタリア、生理学・医学賞、1969年
103. ジュリアス・アクセルロッド、生理学・医学賞、1970年
104. ノーマン・ボーローグ、平和賞、1970年
105. ポール・サミュエルソン、経済学賞、1970年
106. エール・サザランド、生理学・医学賞、1971年
107. サイモン・クズネッツ、（当時ロシア帝国、現ウクライナ）、経済学賞、1971年
108. レオン・クーパー、物理学賞、1972年
109. ジョン・ロバート・シュリーファー、物理学賞、1972年
110. クリスチャン・アンフィンセン、化学賞、1972年
111. スタンフォード・ムーア、化学賞、1972年
112. ウィリアム・スタイン、化学賞、1972年
113. ジェラルド・モーリス・エデルマン、生理学・医学賞、1972年
114. ケネス・アロー、経済学賞、1972年
115. アイヴァー・ジェーバー、ノルウェー、物理学賞、1973年
116. ヘンリー・アルフレッド・キッシンジャー、（当時ワイマール共和国、現ドイツ）、平和賞、1973年
117. ワシリー・レオンチェフ、ソビエト連邦、経済学賞、1973年
118. ポール・フローリー、化学賞、1974年
119. ジョージ・エミール・パラーデ、ルーマニア、生理学・医学賞、1974年
120. レオ・ジェームス・レインウォーター、物理学賞、1975年
121. デビッド・ボルティモア、生理学・医学賞、1975
122. ハワード・マーティン・テミン、生理学・医学賞、1975年
123. チャリング・クープマンス、オランダ、経済学賞、1975年
124. バートン・リヒター、物理学賞、1976年
125. サミュエル・ティン、物理学賞、1976年
126. ウィリアム・リプスコム、化学賞、1976年
127. バルーク・サミュエル・ブランバーグ、生理学・医学賞、1976年
128. ダニエル・カールトン・ガジュセック、生理学・医学賞、1976年
129. ソール・ベロー、カナダ、文学賞、1976年
130. ミルトン・フリードマン、経済学賞、1976年
131. フィリップ・アンダーソン、物理学賞、1977年
132. ジョン・ヴァン・ヴレック、物理学賞、1977年
133. ロジャー・ギレミン、フランス、生理学・医学賞、1977年
134. アンドリュー・ウィクター・シャリー、（当時ポーランド、現リトアニア）、生理学・医学賞、1977年
135. ロザリン・ヤロー、生理学・医学賞、1977年
136. アーノ・ペンジアス、ドイツ、物理学賞、1978年
137. ロバート・W・ウィルソン、物理学賞、1978年
138. ダニエル・ネイサンズ、生理学・医学賞、1978年
139. ハミルトン・スミス、生理学・医学賞、1978年
140. アイザック・バシェヴィス・シンガー、（当時ロシア領ポーランド）、文学賞、1978年
141. ハーバート・サイモン、経済学賞、1978年
142. シェルドン・グラショー、物理学賞、1979年
143. スティーヴン・ワインバーグ、物理学賞、1979年
144. ハーバート・ブラウン、イギリス、化学賞、1979年
145. アラン・コーマック、南アフリカ、生理学・医学賞、1979年
146. セオドア・シュルツ、経済学賞、1979年
147. ジェイムズ・クローニン、物理学賞、1980年
148. ヴァル・フィッチ、物理学賞、1980年
149. ポール・バーグ、化学賞、1980年
150. ウォルター・ギルバート、化学賞、1980年
151. バルフ・ベナセラフ、ベネズエラ、生理学・医学賞、1980年
152. ジョージ・スネル、生理学・医学賞、1980年
153. チェスワフ・ミウォシュ、（当時ポーランド、現リトアニア）、文学賞、1980年
154. ローレンス・クライン、経済学賞、1980年
155. ニコラス・ブルームバーゲン、オランダ、物理学賞、1981年
156. アーサー・ショーロー、物理学賞、1981年
157. ロアルド・ホフマン、（当時ポーランド、現ウクライナ）、化学賞、1981年
158. ロジャー・スペリー、生理学・医学賞、1981年
159. デビッド・ハンター・フーベル、カナダ、生理学・医学賞、1981年
160. ジェームズ・トービン、経済学賞、1981年
161. ケネス・ウィルソン、物理学賞、1982年
162. ジョージ・スティグラー、経済学賞、1982年
163. スブラマニアン・チャンドラセカール、（当時英領インド、現パキスタン）、物理学賞、1983年
164. ウィリアム・ファウラー、物理学賞、1983年
165. ヘンリー・タウベ、カナダ、化学賞、1983年
166. バーバラ・マクリントック、生理学・医学賞、1983年
167. ジェラール・ドブリュー、フランス、経済学賞、1983年
168. ロバート・メリフィールド、化学賞、1984年
169. ハーバート・ハウプトマン、化学賞、1985年
170. ジェローム・カール、化学賞、1985年
171. マイケル・ブラウン、生理学・医学賞、1985年
172. ジョーゼフ・ゴールドスタイン、生理学・医学賞、1985年
173. フランコ・モディリアーニ、イタリア、経済学賞、1985年
174. ダドリー・ハーシュバック、化学賞、1986年
175. 李遠哲、中華民国、化学賞、1986年
176. スタンリー・コーエン、生理学・医学賞、1986年
177. リータ・レーヴィ＝モンタルチーニ、イタリア、生理学・医学賞、1986年
178. エリ・ヴィーゼル、ルーマニア、平和賞、1986年
179. ジェームズ・M・ブキャナン、経済学賞、1986年
180. ドナルド・クラム、化学賞、1987年
181. チャールズ・ペダーセン、当時大韓帝国、化学賞、1987年
182. ヨシフ・ブロツキー、ロシア、文学賞、1987年
183. ロバート・ソロー、経済学賞、1987年
184. レオン・レーダーマン、物理学賞、1988年
185. メルヴィン・シュワーツ、物理学賞、1988年
186. ジャック・シュタインバーガー、ドイツ、物理学賞、1988年
187. ガートルード・エリオン、生理学・医学賞、1988年
188. ジョージ・ヒッチングス、生理学・医学賞、1988年
189. ノーマン・ラムゼー、物理学賞、1989年
190. ハンス・デーメルト、ドイツ、物理学賞、1989年
191. シドニー・アルトマン、カナダ、化学賞、1989年
192. トーマス・チェック、化学賞、1989年
193. J・マイケル・ビショップ、生理学・医学賞、1989年
194. ハロルド・ヴァーマス、生理学・医学賞、1989年
195. ジェローム・アイザック・フリードマン、物理学賞、1990年
196. ヘンリー・ケンドール、物理学賞、1990年
197. イライアス・コーリー、化学賞、1990年
198. ヨセフ・マレー、生理学・医学賞、1990年
199. エドワード・ドナル・トーマス、生理学・医学賞、1990年
200. ハリー・マーコウィッツ、経済学賞、1990年
201. マートン・ミラー、経済学賞、1990年
202. ウィリアム・シャープ、経済学賞、1990年
203. ルドルフ・マーカス、カナダ、化学賞、1992年
204. エドモンド・フィッシャー、当時中華民国、生理学・医学賞、1992年
205. エドヴィン・クレープス、生理学・医学賞、1992年
206. ゲーリー・ベッカー、経済学賞、1992年
207. ラッセル・ハルス、物理学賞、1993年
208. ジョゼフ・テイラー、物理学賞、1993年
209. キャリー・マリス、化学賞、1993年
210. フィリップ・シャープ、生理学・医学賞、1993年
211. トニ・モリソン、文学賞、1993年
212. ロバート・フォーゲル、経済学賞、1993年
213. ダグラス・ノース、経済学賞、1993年
214. クリフォード・シャル、物理学賞、1994年
215. ジョージ・オラー、ハンガリー、化学賞、1994年
216. アルフレッド・ギルマン、生理学・医学賞、1994年
217. マーティン・ロッドベル、生理学・医学賞、1994年
218. ジョン・ハーサニ、ハンガリー、経済学賞、1994年
219. ジョン・ナッシュ、経済学賞、1994年
220. マーチン・パール、物理学賞、1995年
221. フレデリック・ライネス、物理学賞、1995年
222. マリオ・モリーナ、メキシコ、化学賞、1995年
223. フランク・シャーウッド・ローランド、化学賞、1995年
224. エドワード・ルイス、生理学・医学賞、1995年
225. エリック・ヴィーシャウス、生理学・医学賞、1995年
226. ロバート・ルーカス、経済学賞、1995年
227. デビッド・リー、物理学賞、1996年
228. ダグラス・D・オシェロフ、物理学賞、1996年
229. ロバート・C・リチャードソン、物理学賞、1996年
230. ロバート・カール、化学賞、1996年
231. リチャード・スモーリー、化学賞、1996年
232. ウィリアム・ヴィックリー、カナダ、経済学賞、1996年
233. スティーブン・チュー、物理学賞、1997年
234. ウィリアム・ダニエル・フィリップス、物理学賞、1997年
235. ポール・ボイヤー、化学賞、1997年
236. スタンリー・B・プルシナー、生理学・医学賞、1997年
237. ジョディ・ウィリアムズ、平和賞、1997年
238. ロバート・マートン、経済学賞、1997年
239. マイロン・ショールズ、カナダ、経済学賞、1997年
240. ロバート・B・ラフリン、物理学賞、1998年
241. ダニエル・ツイ、当時中華民国、物理学賞、1998年
242. ウォルター・コーン、オーストリア、化学賞、1998年
243. ロバート・ファーチゴット、生理学・医学賞、1998年
244. ルイ・イグナロ、生理学・医学賞、1998年
245. フェリド・ムラド、生理学・医学賞、1998年
246. アハメッド・ズウェイル、エジプト、化学賞、1999年
247. ギュンター・ブローベル、（当時ドイツ帝国、現ポーランド）、生理学・医学賞、1999年
248. ジャック・キルビー、物理学賞、2000年
249. アラン・ヒーガー、化学賞、2000年
250. アラン・マクダイアミッド、ニュージーランド、化学賞、2000年
251. ポール・グリーンガード、生理学・医学賞、2000年
252. エリック・カンデル、オーストリア、生理学・医学賞、2000年
253. ジェームズ・ヘックマン、経済学賞、2000年
254. ダニエル・マクファデン、経済学賞、2000年
255. エリック・コーネル、物理学賞、2001年
256. カール・ワイマン、物理学賞、2001年
257. ウィリアム・ノールズ、化学賞、2001年
258. バリー・シャープレス、化学賞、2001年
259. リーランド・ハートウェル、生理学・医学賞、2001年
260. ジョージ・アカロフ、経済学賞、2001年
261. マイケル・スペンス、経済学賞、2001年
262. ジョセフ・E・スティグリッツ、経済学賞、2001年
263. レイモンド・デイビス、物理学賞、2002年
264. リカルド・ジャコーニ、イタリア、物理学賞、2002年
265. ジョン・フェン、化学賞、2002年
266. ロバート・ホロビッツ、生理学・医学賞、2002年
267. ジミー・カーター、平和賞、2002年
268. ダニエル・カーネマン、（当時イギリス領パレスチナ）、経済学賞、2002年
269. バーノン・スミス、経済学賞、2002年
270. アレクセイ・アブリコソフ、ロシア、物理学賞、2003年
271. アンソニー・レゲット、イギリス、物理学賞、2003年
272. ピーター・アグレ、化学賞、2003年
273. ロデリック・マキノン、化学賞、2003年
274. ポール・ラウターバー、生理学・医学賞、2003年
275. ロバート・エングル、経済学賞、2003年
276. デイビッド・グロス、物理学賞、2004年
277. H. デビッド・ポリツァー、物理学賞、2004年
278. フランク・ウィルチェック、物理学賞、2004年
279. アーウィン・ローズ、化学賞、2004年
280. リチャード・アクセル、生理学・医学賞、2004年
281. リンダ・バック、生理学・医学賞、2004年
282. エドワード・プレスコット、経済学賞、2004年
283. ロイ・グラウバー、物理学賞、2005年
284. ジョン・ホール、物理学賞、2005年
285. ロバート・グラブス、化学賞、2005年
286. リチャード・シュロック、化学賞、2005年
287. ロバート・オーマン、ドイツ、経済学賞、2005年
288. トーマス・シェリング、経済学賞、2005年
289. ジョン・C・マザー、物理学賞、2006年
290. ジョージ・スムート、物理学賞、2006年
291. ロジャー・コーンバーグ、化学賞、2006年
292. アンドリュー・ファイアー、生理学・医学賞、2006年
293. クレイグ・メロー、生理学・医学賞、2006年
294. エドムンド・フェルプス、経済学賞、2006年
295. マリオ・カペッキ、イタリア、生理学・医学賞、2007年
296. オリヴァー・スミティーズ、イギリス、生理学・医学賞、2007年
297. アル・ゴア、平和賞、2007年
298. レオニード・ハーヴィッツ、ロシア、経済学賞、2007年
299. エリック・マスキン、経済学賞、2007年
300. ロジャー・マイヤーソン、経済学賞、2007年
301. 南部陽一郎、日本、物理学賞、2008年
302. マーティン・チャルフィー、化学賞、2008年
303. ロジャー・Y・チャン、化学賞、2008年
304. ポール・クルーグマン、経済学賞、2008年
305. チャールズ・K・カオ、物理学賞、2009年
306. ウィラード・ボイル、物理学賞、2009年
307. ジョージ・E・スミス、物理学賞、2009年
308. エリザベス・H・ブラックバーン、生理学・医学賞、2009年
309. キャロル・W・グライダー、生理学・医学賞、2009年
310. ジャック・W・ショスタク、生理学・医学賞、2009年
311. ヴェンカトラマン・ラマクリシュナン、化学賞、2009年
312. トマス・A・スタイツ、化学賞、2009年
313. バラク・フセイン・オバマ・ジュニア、平和賞、2009年
314. エリノア・オストロム、経済学賞、2009年
315. オリバー・ウィリアムソン、経済学賞、2009年
316. リチャード・ヘック、化学賞、2010年
317. ピーター・ダイアモンド、経済学賞、2010年
318. デール・モーテンセン、経済学賞、2010年
319. ブルース・ボイトラー、生理学・医学賞、2011年
320. ソール・パールマッター、物理学賞、2011年
321. アダム・リース、物理学賞、2011年
322. ブライアン・P・シュミット、物理学賞、2011年
323. トーマス・サージェント、経済学賞、2011年
324. クリストファー・シムズ、経済学賞、2011年
325. デービッド・ワインランド、物理学賞、2012年
326. ロバート・レフコウィッツ、化学賞、2012年
327. ブライアン・コビルカ、化学賞、2012年
328. アルヴィン・ロス、経済学賞、2012年
329. ロイド・シャープレー、経済学賞、2012年
330. ランディ・シェクマン、生理学・医学賞、2013年
331. ジェームズ・ロスマン、生理学・医学賞、2013年
332. トーマス・スードフ、ドイツ、生理学・医学賞、2013年
333. マーティン・カープラス、オーストリア、化学賞、2013年
334. アリー・ウォーシェル、（当時イギリス領パレスチナ）、化学賞、2013年
335. マイケル・レヴィット、南アフリカ連邦、化学賞、2013年
336. ユージン・ファーマ、経済学賞、2013年
337. ラース・ハンセン、経済学賞、2013年
338. ロバート・シラー、経済学賞、2013年
339. 中村修二、日本、物理学賞、2014年
340. ジョン・オキーフ、イギリス、生理学・医学賞、2014年
341. エリック・ベツィグ、化学賞、2014年
342. ウィリアム・モーナー、化学賞、2014年
343. ウィリアム・セシル・キャンベル、アイルランド、生理学・医学賞、2015年
344. ポール・モドリッチ、化学賞、2015年
345. アジズ・サンジャル、トルコ、化学賞、2015年
346. アンガス・ディートン、イギリス、経済学賞、2015年
347. デイヴィッド・J・サウレス、イギリス、物理学賞、2016年
348. ダンカン・ホールデン、イギリス、物理学賞、2016年
349. ジョン・M・コステリッツ、イギリス、物理学賞、2016年
350. ボブ・ディラン、文学賞、2016年
351. オリバー・ハート、イギリス、経済学賞、2016年
352. ジェフリー・ホール、生理学・医学賞、2017年
353. マイケル・ロスバッシュ、生理学・医学賞、2017年
354. マイケル・ヤング、生理学・医学賞、2017年
355. レイナー・ワイス、ドイツ、物理学賞、2017年
356. バリー・バリッシュ、物理学賞、2017年
357. キップ・ソーン、物理学賞、2017年
358. ヨアヒム・フランク、ドイツ、化学賞、2017年
359. リチャード・セイラー、経済学賞、2017年
360. ジェームズ・P・アリソン、生理学・医学賞、2018年
361. アーサー・アシュキン、物理学賞、2018年
362. フランシス・アーノルド、化学賞、2018年
363. ジョージ・P・スミス、化学賞、2018年
364. ウィリアム・ノードハウス、経済学賞、2018年
365. ポール・ローマー、経済学賞、2018年
366. ウィリアム・ケリン、生理学・医学賞、2019年
367. グレッグ・セメンザ、生理学・医学賞、2019年
368. ジェームズ・ピーブルス、カナダ、物理学賞、2019年
369. ジョン・グッドイナフ、ドイツ、化学賞、2019年
370. スタンリー・ウィッティンガム、イギリス、化学賞、2019年
371. アビジット・V・バナジー、インド、経済学賞、2019年
372. マイケル・クレーマー、経済学賞、2019年
373. ハーベイ・オルター、生理学・医学賞、2020年
374. チャールズ・ライス、生理学・医学賞、2020年
375. アンドレア・ゲズ、物理学賞、2020年
376. ジェニファー・ダウドナ、化学賞、2020年
377. ルイーズ・グリュック、文学賞、2020年
378. ポール・ミルグロム、経済学賞、2020年
379. ロバート・バトラー・ウィルソン、経済学賞、2020年
380. デヴィッド・ジュリアス、生理学・医学賞、2021年
381. アーデム・パタプティアン、レバノン、生理学・医学賞、2021年
382. 真鍋淑郎、日本、物理学賞、2021年
383. デイヴィッド・マクミラン、イギリス、化学賞、2021年
384. デヴィッド・カード、カナダ、経済学賞、2021年
385. ヨシュア・アングリスト、経済学賞、2021年
386. グイド・インベンス、オランダ、経済学賞、2021年
387. ジョン・クラウザー、物理学賞、2022年
388. キャロライン・ベルトッツィ、化学賞、2022年
389. バリー・シャープレス、化学賞、2022年
390. ベン・バーナンキ、経済学賞、2022年
391. ダグラス・W・ダイアモンド、経済学賞、2022年
392. フィリップ・ディビッグ、経済学賞、2022年
393. カリコー・カタリン、ハンガリー、生理学・医学賞、2023年
394. ドリュー・ワイスマン、生理学・医学賞、2023年
395. ピエール・アゴスティーニ、フランス、物理学賞、2023年
396. ムンジ・バウェンディ、フランス、化学賞、2023年
397. ルイ・ブラス、化学賞、2023年
398. クラウディア・ゴールディン、経済学賞、2023年
399. ヴィクター・アンブロス、生理学・医学賞、2024年
400. ゲイリー・ラヴカン、生理学・医学賞、2024年
401. ジョン・ホップフィールド、物理学賞、2024年
402. デイヴィッド・ベイカー、化学賞、2024年
403. ジョン・M・ジャンパー、化学賞、2024年
404. ダロン・アセモグル、トルコ、経済学賞、2024年
405. サイモン・ジョンソン、イギリス、経済学賞、2024年

#### アルゼンチン
1. カルロス・サアベドラ・ラマス、平和賞、1936年（ラテン・アメリカ人初の受賞者）
2. バーナード・ウッセイ、生理学・医学賞、1947年
3. ルイ・ルロワール、化学賞、1970年
4. アドルフォ・ペレス・エスキベル、平和賞、1980年
5. ケサー・ミルスタイン、生理学・医学賞、1984年

#### イエメン
1. タワックル・カルマン、平和賞、2011年

#### イギリス
1. ロナルド・ロス、生理学・医学賞、1902年
2. ウィリアム・ランダル・クリーマー、平和賞、1903年
3. ジョン・ウィリアム・ストラット、物理学賞、1904年
4. ウィリアム・ラムゼー、化学賞、1904年
5. ジョセフ・ジョン・トムソン、物理学賞、1906年
6. ラドヤード・キップリング、インド、文学賞、1907年
7. アーネスト・ラザフォード、ニュージーランド、化学賞、1908年
8. ヘンリー・ブラッグ、物理学賞、1915年
9. ローレンス・ブラッグ、オーストラリア、物理学賞、1915年（最年少受賞者）
10. チャールズ・バークラ、物理学賞、1917年
11. フレデリック・ソディ、化学賞、1921年
12. フランシス・アストン、化学賞、1922年
13. アーチボルド・ヒル、生理学・医学賞、1922年
14. ジョージ・バーナード・ショー、アイルランド、文学賞、1925年
15. オーステン・チェンバレン、平和賞、1925年
16. チャールズ・ウィルソン、物理学賞、1927年
17. オーエン・リチャードソン、物理学賞、1928年
18. アーサー・ハーデン、化学賞、1929年
19. フレデリック・ホプキンズ、生理学・医学賞、1929年
20. チャールズ・シェリントン、生理学・医学賞、1932年
21. エドガー・エイドリアン、生理学・医学賞、1932年
22. ジョン・ゴールズワージー、文学賞、1932年
23. ポール・ディラック、物理学賞、1933年
24. ラルフ・ノーマン・エンジェル、平和賞、1933年
25. アーサー・ヘンダーソン、平和賞、1934年
26. ジェームズ・チャドウィック、物理学賞、1935年
27. ヘンリー・ハレット・デール、生理学・医学賞、1936年
28. ジョージ・パジェット・トムソン、化学賞、1937年
29. ウォルター・ハース、化学賞、1937年
30. ロバート・セシル、平和賞、1937年
31. アレクサンダー・フレミング、生理学・医学賞、1945年
32. エルンスト・ボリス・チェーン、ドイツ、生理学・医学賞、1945年
33. エドワード・アップルトン、物理学賞、1947年
34. ロバート・ロビンソン、化学賞、1947年
35. パトリック・ブラケット、物理学賞、1948年
36. T・S・エリオット、アメリカ合衆国、文学賞、1948年
37. ジョン・ボイド・オア、平和賞、1949年
38. セシル・パウエル、物理学賞、1950年
39. バートランド・ラッセル、文学賞、1950年
40. ジョン・コッククロフト、物理学賞、1951年
41. アーチャー・マーティン、化学賞、1952年
42. リチャード・シング、化学賞、1952年
43. ハンス・クレブス、ドイツ、生理学・医学賞、1953年
44. ウィンストン・チャーチル、文学賞、1953年
45. マックス・ボルン、ドイツ、物理学賞、1954年
46. シリル・ヒンシェルウッド、化学賞、1956年
47. アレクサンダー・トッド、化学賞、1957年
48. フレデリック・サンガー、化学賞、1958年、1980年
49. フィリップ・ノエル＝ベーカー、平和賞、1959年
50. ピーター・メダワー、ブラジル、生理学・医学賞、1960年
51. マックス・ペルーツ、オーストリア、化学賞、1962年
52. ジョン・ケンドリュー、化学賞、1962年
53. フランシス・クリック、生理学・医学賞、1962年
54. モーリス・ウィルキンス、ニュージーランド、生理学・医学賞、1962年
55. アラン・ロイド・ホジキン、生理学・医学賞、1963年
56. アンドリュー・フィールディング・ハクスリー、生理学・医学賞、1963年
57. ドロシー・ホジキン、化学賞、1964年
58. ロナルド・ノーリッシュ、化学賞、1967年
59. ジョージ・ポーター、化学賞、1967年
60. デレック・バートン、化学賞、1969年
61. ベルンハルト・カッツ、ドイツ、生理学・医学賞、1970年
62. ガーボル・デーネシュ、ハンガリー、物理学賞、1971年
63. ロドニー・ロバート・ポーター、生理学・医学賞、1972年
64. ジョン・ヒックス、経済学賞、1972年
65. ブライアン・ジョゼフソン、物理学賞、1973年
66. ジェフリー・ウィルキンソン、化学賞、1973年
67. ニコ・ティンバーゲン、オランダ、生理学・医学賞、1973年
68. マーティン・ライル、物理学賞、1974年
69. アントニー・ヒューイッシュ、物理学賞、1974年
70. フリードリヒ・ハイエク、オーストリア、経済学賞、1974年
71. ジョン・コーンフォース、オーストラリア、化学賞、1975年
72. ベティ・ウィリアムズ、平和賞、1976年
73. マイレッド・コリガン・マグワイア、平和賞、1976年
74. ネヴィル・モット、物理学賞、1977年
75. ジェイムズ・ミード、経済学賞、1977年
76. ピーター・ミッチェル、化学賞、1978年
77. ゴッドフリー・ハウンズフィールド、生理学・医学賞、1979年
78. アーサー・ルイス、（当時イギリス領セントルシア）、経済学賞、1979年
79. エリアス・カネッティ、ブルガリア、文学賞、1981年
80. アーロン・クルーグ、リトアニア、化学賞、1982年
81. ジョン・ベーン、生理学・医学賞、1982年
82. ウィリアム・ゴールディング、文学賞、1983年
83. ケサー・ミルスタイン、アルゼンチン、生理学・医学賞、1984年
84. リチャード・ストーン、経済学賞、1984年
85. ジェームス・ブラック、生理学・医学賞、1988年
86. ロナルド・コース、経済学賞、1991年
87. リチャード・ロバーツ、生理学・医学賞、1993年
88. ジョセフ・ロートブラット、ポーランド、平和賞、1995年
89. ハロルド・クロトー、化学賞、1996年
90. ジェームズ・マーリーズ、経済学賞、1996年
91. ジョン・E・ウォーカー、化学賞、1997年
92. ジョン・ポープル、化学賞、1998年
93. ジョン・ヒューム、平和賞、1998年
94. デヴィッド・トリンブル、平和賞、1998年
95. ティモシー・ハント、生理学・医学賞、2001年
96. ポール・ナース、生理学・医学賞、2001年
97. V・S・ナイポール、（当時英領トリニダード）、文学賞、2001年
98. シドニー・ブレナー、南アフリカ、生理学・医学賞、2002年
99. ジョン・サルストン、生理学・医学賞、2002年
100. アンソニー・レゲット、物理学賞、2003年
101. ピーター・マンスフィールド、生理学・医学賞、2003年
102. クライヴ・グレンジャー、経済学賞、2003年
103. ハロルド・ピンター、文学賞、2005年
104. マーティン・エヴァンズ、生理学・医学賞、2007年
105. ドリス・レッシング、（当時ペルシャ、現イラン）、文学賞、2007年
106. チャールズ・K・カオ、物理学賞、2009年
107. ロバート・G・エドワーズ、生理学・医学賞、2010年
108. コンスタンチン・ノボセロフ、ロシア、物理学賞、2010年
109. クリストファー・ピサリデス、経済学賞、2010年
110. ジョン・ガードン、生理学・医学賞、2012年
111. ピーター・ヒッグス、物理学賞、2013年
112. マイケル・レヴィット、南アフリカ連邦、化学賞、2013年
113. ジョン・オキーフ、アメリカ合衆国、生理学・医学賞、2014年
114. アンガス・ディートン、経済学賞、2015年
115. デイヴィッド・J・サウレス、物理学賞、2016年
116. ダンカン・ホールデン、物理学賞、2016年
117. ジョン・M・コステリッツ、物理学賞、2016年
118. フレイザー・ストッダート、化学賞、2016年
119. オリバー・ハート、経済学賞、2016年
120. リチャード・ヘンダーソン、化学賞、2017年
121. カズオ・イシグロ、日本、文学賞、2017年
122. グレゴリー・ウィンター、化学賞、2018年
123. ピーター・ラトクリフ、生理学・医学賞、2019年
124. スタンリー・ウィッティンガム、アメリカ合衆国、化学賞、2019年
125. マイケル・ホートン、生理学・医学賞、2020年
126. ロジャー・ペンローズ、物理学賞、2020年
127. デイヴィッド・マクミラン、化学賞、2021年
128. ジェフリー・ヒントン、物理学賞、2024年
129. デミス・ハサビス、化学賞、2024年
130. サイモン・ジョンソン、アメリカ、経済学賞、2024年
131. ジェームズ・A・ロビンソン、経済学賞、2024年

#### イスラエル
1. シュムエル・アグノン、（当時オーストリア・ハンガリー、現ウクライナ）、文学賞、1966年
2. メナヘム・ベギン、（当時ロシア領ポーランド、現ベラルーシ）、平和賞、1978年
3. シモン・ペレス、ポーランド、平和賞、1994年
4. イツハク・ラビン、（当時イギリス領パレスチナ）、平和賞、1994年
5. ダニエル・カーネマン、（当時イギリス領パレスチナ）、経済学賞、2002年
6. アーロン・チカノーバー、（当時イギリス領パレスチナ）、化学賞、2004年
7. アブラム・ハーシュコ、ハンガリー、化学賞、2004年
8. ロバート・オーマン、ドイツ、経済学賞、2005年
9. アダ・ヨナス、（当時イギリス領パレスチナ）、化学賞、2009年
10. ダニエル・シェヒトマン、（当時イギリス領パレスチナ）、化学賞、2011年
11. アリー・ウォーシェル、（当時イギリス領パレスチナ）、化学賞、2013年
12. マイケル・レヴィット、南アフリカ連邦、化学賞、2013年
13. ヨシュア・アングリスト、アメリカ合衆国、経済学賞、2021年

#### イタリア
1. カミッロ・ゴルジ、生理学・医学賞、1906年
2. ジョズエ・カルドゥッチ、文学賞、1906年
3. エルネスト・テオドロ・モネータ、平和賞、1907年
4. グリエルモ・マルコーニ、物理学賞、1909年
5. グラツィア・デレッダ、文学賞、1926年
6. ルイジ・ピランデルロ、文学賞、1934年
7. エンリコ・フェルミ、物理学賞、1938年
8. ダニエル・ボベット、生理学・医学賞、1957年
9. サルヴァトーレ・クァジモド、文学賞、1959年
10. エミリオ・セグレ、アメリカ合衆国、物理学賞、1959年
11. ジュリオ・ナッタ、化学賞、1963年
12. サルバドール・エドワード・ルリア、生理学・医学賞、1969年
13. エウジェーニオ・モンターレ、文学賞、1975年
14. レナト・ドゥルベッコ、生理学・医学賞、1975年
15. カルロ・ルビア、物理学賞、1984年
16. フランコ・モディリアーニ、経済学賞、1985年
17. リータ・レーヴィ＝モンタルチーニ、生理学・医学賞、1986年
18. ダリオ・フォ、文学賞、1997年
19. リカルド・ジャコーニ、物理学賞、2002年
20. マリオ・カペッキ、生理学・医学賞、2007年
21. ジョルジョ・パリージ、物理学賞、2021年

#### イラク
1. ナーディーヤ・ムラード、平和賞、2018年

#### イラン
1. シーリーン・エバーディー、平和賞、2003年
2. ナルゲス・モハンマーディ、平和賞、2023年

#### インド
1. ラビンドラナート・タゴール、文学賞、1913年（アジア人初のノーベル賞受賞者）
2. チャンドラセカール・ラマン、物理学賞、1930年
3. マザー・テレサ、（当時オスマン帝国、現マケドニア）、平和賞、1979年
4. アマルティア・セン、経済学賞、1998年
5. カイラシュ・サティーアーティ、平和賞、2014年
6. アビジット・V・バナジー、アメリカ、経済学賞、2019年

#### エジプト
1. モハメド・アンワル・サダト、平和賞、1978年
2. ナギーブ・マフフーズ、文学賞、1988年
3. アハメッド・ズウェイル、化学賞、1999年
4. モハメド・エルバラダイ、平和賞、2005年

#### エチオピア
1. アビィ・アハメド、平和賞、2019年

#### オーストラリア
1. ハワード・フローリー、生理学・医学賞、1945年
2. フランク・マクファーレン・バーネット、生理学・医学賞、1960年
3. ジョン・C・エックルス、生理学・医学賞、1963年
4. パトリック・ホワイト、イギリス、文学賞、1973年
5. ジョン・コーンフォース、化学賞、1975年
6. ピーター・ドハーティー、生理学・医学賞、1996年
7. バリー・マーシャル、生理学・医学賞、2005年
8. ロビン・ウォレン、生理学・医学賞、2005年
9. エリザベス・H・ブラックバーン、生理学・医学賞、2009年
10. ブライアン・P・シュミット、アメリカ、物理学賞、2011年

#### オーストリア
1. ベルタ・フォン・ズットナー、（当時オーストリア帝国、現チェコ）、平和賞、1905年
2. アルフレッド・フリート、（当時オーストリア帝国）、平和賞、1911年
3. ローベルト・バーラーニ、生理学・医学賞、1914年
4. フリッツ・プレーグル、（当時オーストリア・ハンガリー帝国、現スロベニア）、化学賞、1923年
5. ユリウス・ワーグナー＝ヤウレック、生理学・医学賞、1927年
6. カール・ラントシュタイナー、生理学・医学賞、1930年
7. エルヴィン・シュレーディンガー、物理学賞、1933年
8. ヴィクトール・フランツ・ヘス、物理学賞、1936年
9. オットー・レーヴィ、ドイツ、生理学・医学賞、1936年
10. ヴォルフガング・パウリ、物理学賞、1945年
11. コンラート・ローレンツ、生理学・医学賞、1973年
12. エルフリーデ・イェリネク、文学賞、2004年
13. マーティン・カープラス、化学賞、2013年
14. ペーター・ハントケ、文学賞、2019年
15. アントン・ツァイリンガー、物理学賞、2022年
16. フェレンツ・クラウス、ハンガリー、物理学賞、2023年

#### オランダ
1. ヤコブス・ヘンリクス・ファント・ホッフ、化学賞、1901年
2. ヘンドリック・ローレンツ、物理学賞、1902年
3. ピーター・ゼーマン、物理学賞、1902年
4. ヨハネス・ファン・デル・ワールス、物理学賞、1910年
5. トビアス・アッセル、平和賞、1911年
6. ヘイケ・カメルリング・オネス、物理学賞、1913年
7. ウィレム・アイントホーフェン、生理学・医学賞、1924年
8. クリスティアーン・エイクマン、生理学・医学賞、1929年
9. ピーター・デバイ、化学賞、1936年
10. フリッツ・ゼルニケ、物理学賞、1953年
11. ヤン・ティンバーゲン、経済学賞、1969年
12. シモン・ファンデルメール、物理学賞、1984年
13. パウル・クルッツェン、化学賞、1995年
14. ゲラルド・トフーフト、物理学賞、1999年
15. マルティヌス・フェルトマン、物理学賞、1999年
16. アンドレ・ガイム、ロシア、物理学賞、2010年
17. ベルナルト・L・フェリンハ、化学賞、2016年
18. グイド・インベンス、経済学賞、2021年

### か行

#### ガーナ
1. コフィー・アナン、平和賞、2001年

#### カナダ
1. フレデリック・バンティング、生理学・医学賞、1923年
2. ジョン・ジェームズ・リチャード・マクラウド、スコットランド、生理学・医学賞、1923年
3. レスター・B・ピアソン、平和賞、1957年
4. ゲルハルト・ヘルツベルク、ドイツ、化学賞、1971年
5. ジョン・ポラニー、ドイツ、化学賞、1986年
6. シドニー・アルトマン、化学賞、1989年
7. リチャード・E・テイラー、物理学賞、1990年
8. マイケル・スミス、イギリス、化学賞、1993年
9. バートラム・ブロックハウス、物理学賞、1994年
10. ロバート・マンデル、経済学賞、1999年
11. ウィラード・ボイル、物理学賞、2009年
12. ラルフ・スタインマン、生理学・医学賞、2011年
13. アリス・マンロー、文学賞、2013年
14. アーサー・B・マクドナルド、物理学賞、2015年
15. ドナ・ストリックランド、物理学賞、2018年
16. ジェームズ・ピーブルス、アメリカ合衆国、物理学賞、2019年
17. デヴィッド・カード、経済学賞、2021年

#### ギリシャ
1. イオルゴス・セフェリス、（当時オスマン帝国、現トルコ）、文学賞、1963年
2. オデッセアス・エリティス、文学賞、1979年

#### グアテマラ
1. ミゲル・アンヘル・アストゥリアス、文学賞、1967年
2. リゴベルタ・メンチュウ、平和賞、1992年

#### ケニア
1. ワンガリ・マータイ、平和賞、2004年

#### コスタリカ
1. オスカル・アリアス・サンチェス、平和賞、1987年

#### コロンビア
1. ガブリエル・ガルシア＝マルケス、文学賞、1982年
2. フアン・マヌエル・サントス、平和賞、2016年

#### コンゴ民主共和国
1. デニス・ムクウェゲ、平和賞、2018年

### さ行

#### スイス
1. アンリ・デュナン、平和賞、1901年
2. エリー・デュコマン、平和賞、1902年
3. シャルル・ゴバ、平和賞、1902年
4. エーミール・テオドール・コッハー、生理学・医学賞、1909年
5. アルフレッド・ウェルナー、化学賞、1913年
6. カール・シュピッテラー、文学賞、1919年
7. シャルル・エドワール・ギヨーム、物理学賞、1920年
8. アルベルト・アインシュタイン、ドイツ、物理学賞、 1921年
9. パウル・カラー、化学賞、1937年
10. レオポルト・ルジチカ、（当時オーストリア・ハンガリー帝国、現クロアチア）、化学賞、1939年
11. ヘルマン・ヘッセ、ドイツ、文学賞、1946年
12. パウル・ヘルマン・ミュラー、生理学・医学賞、1948年
13. ヴァルター・ルドルフ・ヘス、生理学・医学賞、1949年
14. タデウシュ・ライヒスタイン、ポーランド、生理学・医学賞、1950年
15. ウラジミール・プレローグ、（当時オーストリア・ハンガリー帝国、現ボスニア・ヘルツェゴビナ）、化学賞、1975年
16. ヴェルナー・アルバー、生理学・医学賞、1978年
17. ハインリッヒ・ローラー、物理学賞、1986年
18. カール・アレクサンダー・ミュラー、物理学賞、1987年
19. リヒャルト・エルンスト、化学賞、1991年
20. エドモンド・フィッシャー、当時中華民国、生理学・医学賞、1992年
21. ロルフ・ツィンカーナーゲル、生理学・医学賞、1996年
22. クルト・ヴュートリッヒ、化学賞、2002年
23. ジャック・ドゥボシェ、化学賞、2017年
24. ミシェル・マイヨール、物理学賞、2019年
25. ディディエ・ケロー、物理学賞、2019年

#### スウェーデン
1. スヴァンテ・アレニウス、化学賞、1903年
2. ポントゥス・アルノルドソン、平和賞、1908年
3. セルマ・ラーゲルレーヴ、文学賞、1909年
4. アルヴァル・グルストランド、生理学・医学賞、1911年
5. ニルス・グスタフ・ダレーン、物理学賞、1912年
6. ヴェルネル・フォン・ヘイデンスタム、文学賞、1916年
7. カール・ヤルマール・ブランティング、平和賞、1921年
8. マンネ・シーグバーン、物理学賞、1924年
9. テオドール・スヴェドベリ、化学賞、1926年
10. ハンス・フォン・オイラー＝ケルピン、ドイツ、化学賞、1929年
11. ナータン・セーデルブロム、平和賞、1930年
12. エリク・アクセル・カールフェルト、文学賞、1931年
13. ウィルヘルム・ティセリウス、化学賞、1948年
14. ペール・ラーゲルクヴィスト、文学賞、1951年
15. ヒューゴ・テオレル、生理学・医学賞、1955年
16. ダグ・ハマーショルド、平和賞、1961年 （1961年9月18日事故死、没後に受賞）
17. ネリー・ザックス、ドイツ、文学賞、1966年
18. ラグナー・グラニト、フィンランド、生理学・医学賞、1967年
19. ハンス・アルヴェーン、物理学賞、1970年
20. ウルフ・スファンテ・フォン・オイラー、生理学・医学賞、1970年
21. エイヴィンド・ユーンソン、文学賞、1974年
22. ハリー・マーティンソン、文学賞、1974年
23. グンナー・ミュルダール、経済学賞、1974年
24. ベルティル・オリーン、経済学賞、1977年
25. カイ・シーグバーン、物理学賞、1981年
26. トルステン・ニルス・ウィーセル、生理学・医学賞、1981年
27. スネ・カール・ベルイストレーム、生理学・医学賞、1982年
28. ベンクト・サミュエルソン、生理学・医学賞、1982年
29. アルバ・ライマル・ミュルダール、平和賞、1982年
30. アービド・カールソン、生理学・医学賞、2000年
31. トーマス・トランストロンメル、文学賞、2011年
32. トマス・リンダール、化学賞、2015年
33. スバンテ・ペーボ、生理学・医学賞、2022年
34. アンヌ・リュイリエ、フランス、物理学賞、2023年

#### スペイン
1. ホセ・エチェガライ・イ・アイサギレ、文学賞、1904年
2. サンティアゴ・ラモン・イ・カハール、生理学・医学賞、1906年
3. ハシント・ベナベンテ、文学賞、1922年
4. ホセ・ラモン・ヒメネス、文学賞、1956年
5. ヴィセンテ・アレイクサンドレ、文学賞、1977年
6. カミーロ・ホセ・セラ、文学賞、1989年

#### セントルシア
1. デレック・ウォルコット、（当時イギリス領セントルシア）、文学賞、1992年

### た行

#### 大韓民国
1. 金大中、平和賞、2000年
2. 韓江、文学賞、2024年

#### タンザニア
1. アブドゥルラザク・グルナ、文学賞、2021年

#### チェコ
1. ヤロスラフ・ヘイロフスキー、チェコスロバキア、（当時オーストリア・ハンガリー帝国プラハ）、化学賞、1959年
2. ヤロスラフ・サイフェルト、チェコスロバキア、（当時オーストリア・ハンガリー帝国プラハ）、文学賞、1984年

#### 中華民国
1. 李政道、（当時大陸時代の中華民国）、物理学賞、1957年
2. 楊振寧、（当時大陸時代の中華民国）、物理学賞、1957年
3. 李遠哲、（当時日本統治時代の台湾）、化学賞、1986年

#### 中華人民共和国
1. ダニエル・ツイ、アメリカ合衆国、物理学賞、1998年
2. 高行健、フランス、文学賞、2000年
3. チャールズ・カオ、イギリス、物理学賞、2009年
4. 劉暁波、平和賞、2010年
5. 莫言、文学賞、2012年
6. 屠呦呦、生理学・医学賞、2015年

#### チュニジア
1. ムンジ・バウェンディ、化学賞、2023年

#### チリ
1. ガブリエラ・ミストラル、文学賞、1945年
2. パブロ・ネルーダ、文学賞、1971年

#### デンマーク
1. ニールス・フィンセン、生理学・医学賞、1903年
2. フレデリック・バイエル、平和賞、1908年
3. カール・ギェレルプ、文学賞、1917年
4. ヘンリク・ポントピダン、文学賞、1917年
5. アウグスト・クローグ、生理学・医学賞、1920年
6. ニールス・ボーア、物理学賞、1922年
7. ヨハネス・フィビゲル、生理学・医学賞、1926年
8. カール・ピーター・ヘンリク・ダム、生理学・医学賞、1943年
9. ヨハネス・ヴィルヘルム・イェンセン、文学賞、1944年
10. オーゲ・ニールス・ボーア、物理学賞、1975年
11. ベン・ロイ・モッテルソン、アメリカ、物理学賞、1975年
12. ニールス・イェルネ、イギリス、生理学・医学賞、1984年
13. イェンス・スコウ、化学賞、1997年
14. モーテン・P・メルダル、化学賞、2022年

#### ドイツ
1. ヴィルヘルム・レントゲン、（当時プロシア）、物理学賞、1901年
2. エミール・アドルフ・フォン・ベーリング、生理学・医学賞、1901年
3. エミール・フィッシャー、化学賞、1902年
4. テオドール・モムゼン、（当時デンマーク）、文学賞、1902年
5. フィリップ・レーナルト、（当時オーストリア・ハンガリー帝国、現スロバキア）、物理学賞、1905年
6. アドルフ・フォン・バイヤー、化学賞、1905年
7. ロベルト・コッホ、生理学・医学賞、1905年
8. エドゥアルト・ブフナー、化学賞、1907年
9. パウル・エールリヒ、生理学・医学賞、1908年
10. ルドルフ・クリストフ・オイケン、（当時ハノーファー王国）、文学賞、1908年
11. フェルディナント・ブラウン、物理学賞、1909年
12. ヴィルヘルム・オストヴァルト、（当時ロシア帝国、現ラトビア）、化学賞、1909年
13. オットー・ヴァラッハ、化学賞、1910年
14. アルブレヒト・コッセル、生理学・医学賞、1910年
15. パウル・フォン・ハイゼ、（当時プロイセン王国）、文学賞、1910年
16. ヴィルヘルム・ヴィーン、（当時プロイセン王国）、物理学賞、1911年
17. ゲアハルト・ハウプトマン、（当時プロイセン王国、現ポーランド）、文学賞、1912年
18. マックス・フォン・ラウエ、物理学賞、1914年
19. リヒャルト・ヴィルシュテッター、化学賞、1915年
20. マックス・プランク、（当時デンマーク）、物理学賞、1918年
21. フリッツ・ハーバー、化学賞 1918年
22. ヨハネス・シュタルク、物理学賞、1919年
23. ヴァルター・ネルンスト、化学賞、1920年
24. アルベルト・アインシュタイン、物理学賞、1921年
25. オットー・マイヤーホフ、生理学・医学賞、1922年
26. ジェイムス・フランク、物理学賞、1925年
27. グスタフ・ヘルツ、物理学賞、1925年
28. リヒャルト・ジグモンディ、（当時オーストリア帝国、現オーストリア）、化学賞、1925年
29. グスタフ・シュトレーゼマン、平和賞、1926年
30. ハインリッヒ・ヴィーラント、化学賞、1927年
31. ルートヴィッヒ・クヴィデ、（当時ブレーメン）、平和賞、1927年
32. アドルフ・ヴィンダウス、化学賞、1928年
33. トーマス・マン、文学賞、1929年
34. ハンス・フィッシャー、化学賞、1930年
35. カール・ボッシュ、化学賞 1931年
36. フリードリッヒ・ベルギウス、化学賞、1931年
37. オットー・ワールブルク、生理学・医学賞、1931年
38. ヴェルナー・ハイゼンベルク、物理学賞、1932年
39. ハンス・シュペーマン、生理学・医学賞、1935年
40. カール・フォン・オシエツキー、平和賞、1935年
41. リヒャルト・クーン、（当時オーストリア・ハンガリー帝国、現オーストリア）、 化学賞 1938年
42. アドルフ・ブーテナント、化学賞、1939年
43. ゲルハルト・ドーマク、生理学・医学賞、1939年
44. オットー・ハーン、化学賞 1944年
45. オットー・ディールス、化学賞、1950年
46. クルト・アルダー、化学賞、1950年
47. ヘルマン・シュタウディンガー、化学賞、1953年
48. ワルサー・ボーテ、物理学賞、1954年
49. ヴェルナー・フォルスマン、生理学・医学賞、1956年
50. ルドルフ・メスバウアー、物理学賞、1961年
51. ヨハネス・ハンス・イェンゼン、物理学賞、1963年
52. カール・ツィーグラー、化学賞、1963年
53. フェオドル・リュネン、生理学・医学賞、1964年
54. マンフレート・アイゲン、化学賞、1967年
55. ヴィリー・ブラント、平和賞、1971年
56. ハインリヒ・ベル、文学賞、1972年
57. エルンスト・フィッシャー、化学賞、1973年
58. カール・フォン・フリッシュ、（当時オーストリア・ハンガリー帝国、現オーストリア）、生理学・医学賞、1973年
59. ゲオルク・ウィッティヒ、化学賞、1979年
60. ジョルジュ・J・F・ケーラー、生理学・医学賞、1984年
61. クラウス・フォン・クリッツィング、物理学賞、1985年
62. エルンスト・ルスカ、物理学賞、1986年
63. ゲルト・ビーニッヒ、物理学賞、1986年
64. ヨハネス・ベドノルツ、物理学賞、1987年
65. ヨハン・ダイゼンホーファー、化学賞、1988年
66. ロベルト・フーバー、化学賞、1988年
67. ハルトムート・ミヒェル、化学賞、1988年
68. ヴォルフガング・パウル、物理学賞、1989年
69. エルヴィン・ネーアー、生理学・医学賞、1991年
70. ベルト・ザクマン、生理学・医学賞、1991年
71. ラインハルト・ゼルテン、経済学賞、1994年
72. クリスティアーネ・ニュスライン＝フォルハルト、生理学・医学賞、1995年
73. ホルスト・ルートヴィヒ・シュテルマー、物理学賞、1998年
74. ギュンター・グラス、（当時自由都市ダンツィヒ、現ポーランド）、文学賞、1999年
75. ハーバート・クレーマー、物理学賞、2000年
76. ヴォルフガング・ケターレ、物理学賞、2001年
77. テオドール・ヘンシュ、物理学賞、2005年
78. ペーター・グリューンベルク　（当時ベーメン・メーレン保護領、現チェコ共和国）、物理学賞、2007年
79. ゲルハルト・エルトル、化学賞、2007年
80. ハラルド・ツア・ハウゼン、生理学・医学賞、2008年
81. ヘルタ・ミュラー、ルーマニア、文学賞、2009年
82. シュテファン・ヘル、ルーマニア、化学賞、2014年
83. ラインハルト・ゲンツェル、物理学賞、2020年
84. クラウス・ハッセルマン、物理学賞、2021年
85. ベンジャミン・リスト、化学賞、2021年

#### トルコ
1. オルハン・パムク、文学賞、2006年
2. アジズ・サンジャル、化学賞、2015年
3. ダロン・アセモグル、経済学賞、2024年

### な行

#### ナイジェリア
1. ウォーレ・ショインカ、文学賞、1986年

#### 日本
1. 湯川秀樹、物理学賞、1949年
2. 朝永振一郎、物理学賞、1965年
3. 川端康成、文学賞、1968年
4. 江崎玲於奈、物理学賞、1973年
5. 佐藤栄作、平和賞、1974年
6. 福井謙一、化学賞、1981年
7. 利根川進、生理学・医学賞、1987年
8. 大江健三郎、文学賞、1994年
9. 白川英樹、化学賞、2000年
10. 野依良治、化学賞、2001年
11. 小柴昌俊、物理学賞、2002年
12. 田中耕一、化学賞、2002年
13. 小林誠、物理学賞、2008年
14. 益川敏英、物理学賞、2008年
15. 下村脩、化学賞、2008年
16. 鈴木章、化学賞、2010年
17. 根岸英一、化学賞、2010年
18. 山中伸弥、生理学・医学賞、2012年
19. 赤﨑勇、物理学賞、2014年
20. 天野浩、物理学賞、2014年
21. 大村智、生理学・医学賞、2015年
22. 梶田隆章、物理学賞、2015年
23. 大隅良典、生理学・医学賞、2016年
24. 本庶佑、生理学・医学賞、2018年
25. 吉野彰、化学賞、2019年

#### ニュージーランド
1. アーネスト・ラザフォード、化学賞、1908年
2. アラン・マクダイアミッド、化学賞、2000年

#### ノルウェー
1. ビョルンスティエルネ・ビョルンソン、文学賞、1903年
2. クヌート・ハムスン、文学賞、1920年
3. クリスティアン・ランゲ、平和賞、1921年
4. フリチョフ・ナンセン、平和賞、1922年
5. シグリ・ウンセット、文学賞、1928年
6. オッド・ハッセル、化学賞、1969年
7. ラグナル・フリッシュ、経済学賞、1969年
8. トリグヴェ・ホーヴェルモ、経済学賞、1989年
9. フィン・キドランド、経済学賞、2004年
10. エドバルド・モーセル、生理学・医学賞、2014年
11. マイブリット・モーセル、生理学・医学賞、2014年
12. ヨン・フォッセ、文学賞、2023年

### は行

#### パキスタン
1. アブドゥッサラーム、物理学賞、1979年
2. マララ・ユサフザイ、平和賞、2014年

#### パレスチナ
1. ヤーセル・アラファート、平和賞、1994年

#### ハンガリー
1. レーナルド・フュルップ、ドイツ帝国、物理学賞、1905年
2. バーラーニ・ロベルト、オーストリア＝ハンガリー帝国、生理学・医学賞、1914年
3. アルベルト・セント＝ジェルジ、（当時オーストリア・ハンガリー帝国、現ハンガリー）、生理学・医学賞、1937年
4. ゲオルク・ド・ヘヴェシー、化学賞、1943年
5. ヘベシ・ジョルジョ、ハンガリー、化学賞、1943年
6. ベーケーシ・ジョルジョ、アメリカ合衆国、生理学・医学賞、1961年
7. ヴィグネル・イェヌー、アメリカ合衆国、物理学賞、1963年
8. エリエ・ヴィーセル、アメリカ合衆国、平和賞、1986年
9. ポラニ・ヤーノシュ、カナダ、化学賞、1986年
10. オラー・A. ジョルジョ、アメリカ合衆国、化学賞、1994年
11. ハルシャーニ・C. ヤーノシュ、アメリカ合衆国、経済学賞、1994年
12. ケルテース・イムレ、文学賞、2002年
13. カリコー・カタリン、アメリカ合衆国、生理学・医学賞、2023年
14. フェレンツ・クラウス、オーストリア、物理学賞、2023年

#### バングラデシュ
1. ムハマド・ユヌス、（当時イギリス領インド）、平和賞、2006年

#### フィリピン
1. マリア・レッサ、平和賞、2021年

#### フィンランド
1. フランス・エーミル・シランペー、文学賞、1939年
2. アルトゥーリ・ヴィルタネン、化学賞、1945年
3. マルティ・アハティサーリ、平和賞、2008年
4. ベント・ホルムストローム 、経済学賞、2016年

#### 東ティモール
1. カルロス・フィリペ・シメネス・ベロ、（当時ポルトガル領ティモール）、平和賞、1996年
2. ホセ・ラモス＝ホルタ、（当時ポルトガル領ティモール）、平和賞、1996年

#### フランス
1. シュリ・プリュドム、文学賞、1901年
2. フレデリック・パシー、平和賞、1901年
3. アンリ・ベクレル、物理学賞、1903年
4. ピエール・キュリー、物理学賞、1903年
5. マリ・キュリー、ポーランド、物理学賞、1903年、化学賞、1911年
6. フレデリック・ミストラル、文学賞、1904年
7. アンリ・モアッサン、化学賞、1906年
8. シャルル・ルイ・アルフォンス・ラヴラン、生理学・医学賞、1907年
9. ルイ・ルノー、平和賞、1907年
10. ガブリエル・リップマン、ルクセンブルク、物理学賞、1908年
11. ポール・アンリ・バリュエ・デストゥルネル・ド・コンスタン、平和賞、1909年
12. ヴィクトル・グリニャール、化学賞、1912年
13. ポール・サバティエ、化学賞、1912年
14. アレクシス・カレル、生理学・医学賞、1912年
15. シャルル・ロベール・リシェ、生理学・医学賞、1913年
16. ロマン・ロラン、文学賞、1915年
17. レオン・ブルジョワ、平和賞、1920年
18. アナトール・フランス、文学賞、1921年
19. ジャン・ペラン、物理学賞、1926年
20. アリスティード・ブリアン、平和賞、1926年
21. アンリ・ベルクソン、文学賞、1927年
22. フェルディナン・ビュイソン、平和賞、1927年
23. シャルル・ジュール・アンリ・ニコル、生理学・医学賞、1928年
24. ルイ・ド・ブロイ、物理学賞、1929年
25. フレデリック・ジョリオ＝キュリー、化学賞、1935年
26. イレーヌ・ジョリオ＝キュリー、化学賞、1935年
27. ロジェ・マルタン・デュ・ガール、文学賞、1937年
28. アンドレ・ジッド、文学賞、1947年
29. レオン・ジュオー、平和賞、1951年
30. フランソワ・モーリアック、文学賞、1952年
31. アルベルト・シュヴァイツァー、ドイツ、平和賞、1952年
32. アルベール・カミュ、アルジェリア、文学賞、1957年
33. サン＝ジョン・ペルス、グアドループ、文学賞、1960年
34. ジャン＝ポール・サルトル、文学賞、1964年 （辞退）
35. フランソワ・ジャコブ、生理学・医学賞、1965年
36. アンドレ・ルヴォフ、生理学・医学賞、1965年
37. ジャック・モノー、生理学・医学賞、1965年
38. アルフレッド・カストレル、物理学賞、1966年
39. ルネ・カサン、平和賞、1968年
40. ルイ・ネール、物理学賞、1970年
41. ジャン・ドーセ、生理学・医学賞、1980年
42. クロード・シモン、（当時フランス領マダガスカル）、文学賞、1985年
43. ジャン＝マリー・レーン、化学賞、1987年
44. モーリス・アレ、経済学賞、1988年
45. ピエール＝ジル・ド・ジェンヌ、物理学賞、1991年
46. ジョルジュ・シャルパク、ポーランド、物理学賞、1992年
47. クロード・コーエン＝タヌージ、アルジェリア、物理学賞、1997年
48. 高行健、中華人民共和国、文学賞、2000年
49. イヴ・ショーヴァン、化学賞、2005年
50. アルベール・フェール、物理学賞、2007年
51. リュック・モンタニエ、生理学・医学賞、2008年
52. フランソワーズ・バレシヌシ、生理学・医学賞、2008年
53. ジャン＝マリ・ギュスターヴ・ル・クレジオ、文学賞、2008年
54. ジュール・ホフマン、ルクセンブルク、生理学・医学賞、2011年
55. セルジュ・アロシュ、モロッコ、物理学賞、2012年
56. パトリック・モディアノ、文学賞、2014年
57. ジャン・ティロール、経済学賞、2014年
58. ジャン＝ピエール・ソヴァージュ、化学賞、2016年
59. ジェラール・ムル、物理学賞、2018年
60. エスター・デュフロ、経済学賞、2019年
61. エマニュエル・シャルパンティエ、化学賞、2020年
62. アラン・アスペ、物理学賞、2022年
63. アニー・エルノー、文学賞、2022年
64. ピエール・アゴスティーニ、物理学賞、2023年
65. アンヌ・リュイリエ、物理学賞、2023年
66. ムンジ・バウェンディ、化学賞、2023年

定住
1. イヴァン・ブーニン、ロシア、文学賞、1933年（ロシア革命後フランスに亡命、国籍が無い）

#### ベトナム
1. レ・ドゥク・ト、ベトナム民主共和国、（当時仏領インドシナ）、平和賞、1973年 （辞退）

#### ベラルーシ
1. スヴェトラーナ・アレクシエーヴィッチ、ウクライナ、文学賞、2015年
2. アレシ・ビャリャツキ、平和賞、2022年

#### ペルー
1. マリオ・バルガス・リョサ、文学賞、2010年

#### ベルギー
1. オーギュスト・ベールナールト、平和賞、1909年
2. モーリス・メーテルリンク、文学賞、1911年
3. アンリ・ラ・フォンテーヌ、平和賞、1913年
4. ジュール・ボルデ、生理学・医学賞、1919年
5. コルネイユ・ハイマンス、生理学・医学賞、1938年
6. ドミニク・ピール、平和賞、1958年
7. アルベルト・クラウデ、生理学・医学賞、1974年
8. クリスチャン・ド・デューブ、イギリス、生理学・医学賞、1974年
9. イリヤ・プリゴジン、ロシア、化学賞、1977年
10. フランソワ・アングレール、物理学賞、2013年

#### ポーランド
1. ヘンリク・シェンキェヴィチ、（ロシア帝国のポーランド立憲王国）、文学賞、1905年
2. マリ・キュリー、（ロシア帝国のポーランド立憲王国）、物理学賞、1903年、化学賞、1911年
3. ヴワディスワフ・レイモント、（ロシア帝国のポーランド立憲王国、のちフランス国籍取得）、文学賞、1924年
4. チェスワフ・ミウォシュ、（ロシア帝国のポーランド立憲王国）、文学賞、1980年
5. レフ・ヴァウェンサ、平和賞、1983年
6. ヴィスワヴァ・シンボルスカ、文学賞、1996年
7. オルガ・トカルチュク、文学賞、2018年

#### ポルトガル
1. アントニオ・エガス・モニス、生理学・医学賞、1949年
2. ジョゼ・サラマーゴ、文学賞、1998年

### ま行

#### ミャンマー
1. アウンサンスーチー、（当時ビルマ）、平和賞、1991年

#### 南アフリカ共和国
1. マックス・タイラー、生理学・医学賞、1951年
2. アルバート・ルツーリ、平和賞、1960年
3. デズモンド・ムピロ・ツツ、平和賞、1984年
4. ナディン・ゴーディマー、文学賞、1991年
5. ネルソン・マンデラ、平和賞、1993年
6. フレデリック・ウィレム・デクラーク、平和賞、1993年
7. ジョン・クッツェー、文学賞、2003年

#### メキシコ
1. アルフォンソ・ガルシア・ロブレス、平和賞、1982年
2. オクタビオ・パス、文学賞、1990年
3. マリオ・モリーナ、化学賞、1995年

### や行

#### ユーゴスラビア
1. イヴォ・アンドリッチ、（当時オーストリア・ハンガリー帝国、現ボスニア・ヘルツェゴビナ）、文学賞、1961年

### ら行

#### リベリア
1. エレン・ジョンソン・サーリーフ、平和賞、2011年
2. レイマ・ボウィ、平和賞、2011年

#### ロシア・ソビエト連邦
1. イワン・パブロフ、生理学・医学賞、1904年
2. イリヤ・メチニコフ、（ロシア帝国、現ウクライナ）、生理学・医学賞、1908年
3. ニコライ・セミョーノフ、化学賞、1956年
4. パーヴェル・チェレンコフ、物理学賞、1958年
5. イリヤ・フランク、物理学賞、1958年
6. イゴール・タム、物理学賞、1958年
7. ボリス・パステルナーク、文学賞、1958年（ソビエト当局の圧力により受賞を辞退、後に遺族が受け取る）
8. レフ・ランダウ、物理学賞、アゼルバイジャン、1962年
9. ニコライ・バソフ、物理学賞、1964年
10. アレクサンドル・プロホロフ、物理学賞、1964年
11. ミハイル・ショーロホフ、文学賞、1965年
12. アレクサンドル・ソルジェニーツィン、文学賞、1970年
13. アンドレイ・サハロフ、平和賞、1975年
14. レオニート・カントロヴィチ、経済学賞、1975年
15. ピョートル・カピッツァ、物理学賞、1978年
16. ミハイル・ゴルバチョフ、平和賞、1990年
17. ジョレス・アルフョーロフ、物理学賞、2000年
18. アレクセイ・アブリコソフ、物理学賞、2003年
19. ヴィタリー・ギンツブルク、物理学賞、2003年
20. コンスタンチン・ノボセロフ、物理学賞、2010年
21. ドミトリー・ムラトフ、平和賞、2021年
22. アレクセイ・エキモフ、化学賞、2023年

### その他

#### 多重国籍
1. アーネスト・ラザフォード、イギリスとニュージーランド、化学賞、1908年
2. アルベルト・アインシュタイン、ドイツとスイス、物理学賞、 1921年
3. ジョン・コーンフォース、オーストラリアとイギリス、化学賞、1975年
4. チェスワフ・ミウォシュ、ポーランドとアメリカ、（当時ポーランド、現リトアニア）、文学賞、1980年
5. ケサー・ミルスタイン、アルゼンチンとイギリス、生理学・医学賞、1984年
6. リータ・レーヴィ＝モンタルチーニ、イタリアとアメリカ、生理学・医学賞、1986年
7. シドニー・アルトマン、カナダとアメリカ、化学賞、1989年
8. エドモンド・フィッシャー、スイスとアメリカ、当時中華民国、生理学・医学賞、1992年
9. アハメッド・ズウェイル、エジプトとアメリカ、化学賞、1999年
10. アラン・マクダイアミッド、アメリカとニュージーランド、化学賞、2000年
11. ダニエル・カーネマン、アメリカとイスラエル、（当時イギリス領パレスチナ）、経済学賞、2002年
12. アレクセイ・アブリコソフ、アメリカとロシア、物理学賞、2003年
13. アンソニー・レゲット、イギリスとアメリカ、物理学賞、2003年
14. ロバート・オーマン、イスラエルとアメリカ、ドイツ、経済学賞、2005年
15. エリザベス・H・ブラックバーン、アメリカとオーストラリア、生理学・医学賞、2009年
16. チャールズ・K・カオ、イギリスとアメリカ、中華人民共和国、物理学賞、2009年
17. ウィラード・ボイル、アメリカとカナダ、物理学賞、2009年
18. コンスタンチン・ノボセロフ、ロシアとイギリス、物理学賞、2010年
19. ブライアン・P・シュミット、アメリカとオーストラリア、物理学賞、2011年
20. マーティン・カープラス、オーストリアとアメリカ、化学賞、2013年
21. マイケル・レヴィット、アメリカとイギリスとイスラエル、当時南アフリカ連邦、化学賞、2013年
22. アリー・ウォーシェル、アメリカとイスラエル、（当時イギリス領パレスチナ）、化学賞、2013年
23. ジョン・オキーフ、アメリカとイギリス、生理学・医学賞、2014年
24. ウィリアム・セシル・キャンベル、アメリカとアイルランド、生理学・医学賞、2015年
25. アジズ・サンジャル、アメリカとトルコ、化学賞、2015年
26. アンガス・ディートン、アメリカとイギリス、経済学賞、2015年
27. デイヴィッド・J・サウレス、アメリカとイギリス、物理学賞、2016年
28. ダンカン・ホールデン、アメリカとイギリス、物理学賞、2016年
29. ジョン・M・コステリッツ、アメリカとイギリス、物理学賞、2016年
30. オリバー・ハート、アメリカとイギリス、経済学賞、2016年
31. ジェームズ・ピーブルス、アメリカとカナダ、物理学賞、2019年
32. スタンリー・ウィッティンガム、アメリカとイギリス、化学賞、2019年
33. アビジット・V・バナジー、アメリカとインド、経済学賞、2019年
34. デイヴィッド・マクミラン、アメリカとイギリス、化学賞、2021年
35. デヴィッド・カード、アメリカとカナダ、経済学賞、2019年
36. ヨシュア・アングリスト、イスラエルとアメリカ、経済学賞、2019年
37. グイド・インベンス、アメリカとオランダ、経済学賞、2019年
38. カリコー・カタリン、アメリカとハンガリー、生理学・医学賞、2023年

#### 無国籍
1. イヴァン・ブーニン、ロシア、文学賞、1933年（ロシア革命後フランスに亡命、国籍が無い）

#### 国籍不明
1. ダライ・ラマ14世、当時中華民国、平和賞、1989年

#### 2回受賞した人
1. マリ・キュリー、フランス、（当時ロシア領ポーランド・ワルシャワ出身）、物理学賞 1903年、化学賞 1911年
2. ライナス・ポーリング、アメリカ、化学賞 1954年、平和賞 1962年
3. ジョン・バーディーン、アメリカ、物理学賞、1956年、1972年
4. フレデリック・サンガー、イギリス、化学賞、1958年、1980年
5. バリー・シャープレス、アメリカ、化学賞、2001年、2022年

### 組織
1. イギリス・フレンズ協議会（クエーカー）、平和賞、1947年
2. アメリカ・フレンズ奉仕団（クエーカー）、平和賞、1947年
3. グラミン銀行、バングラデシュ、平和賞、2006年
4. チュニジア国民対話カルテット、チュニジア、平和賞、2015年
5. メモリアル、ロシア、平和賞、2022年
6. 市民自由センター、ウクライナ、平和賞、2022年
7. 日本原水爆被害者団体協議会、日本、平和賞、2024年

#### 国際的組織
1. 万国国際法学会、平和賞、1904年
2. 常設国際平和局、（現国際平和局）、平和賞、1910年
3. 赤十字国際委員会、平和賞、1917年、1944年、1963年
4. ナンセン国際難民事務所、平和賞、1938年
5. 国際連合難民高等弁務官事務所、平和賞、1954年、1981年
6. 国際赤十字赤新月社連盟、平和賞、1963年
7. 国際連合児童基金、平和賞、1965年
8. 国際労働機関、平和賞、1969年
9. アムネスティ・インターナショナル、平和賞、1977年
10. 核戦争防止国際医師会議、平和賞、1985年
11. 国連平和維持軍、平和賞、1988年
12. パグウォッシュ会議、平和賞、1995年
13. 地雷禁止国際キャンペーン、平和賞、1997年
14. 国境なき医師団、平和賞、1999年
15. 国際連合、平和賞、2001年
16. 国際原子力機関、平和賞、2005年
17. 気候変動に関する政府間パネル、平和賞、2007年
18. 欧州連合、平和賞、2012年
19. 化学兵器禁止機関、平和賞、2013年
20. 核兵器廃絶国際キャンペーン 、平和賞、2017年
21. 国際連合世界食糧計画、平和賞、2020年